# كأس بطولة الولايات المتحدة المفتوحة 2013
كأس بطولة الولايات المتحدة المفتوحة 2013 (بالإنجليزية: 2013 U.S. Open Cup)‏ هو الموسم 100 من كأس بطولة الولايات المتحدة المفتوحة. أقيم خلال الفترة 7 مايو 2013 وحتى 1 أكتوبر 2013، وأشرف على تنظيمه اتحاد الولايات المتحدة لكرة القدم، وكان عدد الأندية المشاركة فيه 68، وفاز فيه دي.سي. يونايتد.